# フリードリヒスハーフェン FF.29

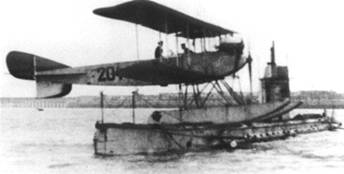
潜水艦U-12の甲板上のFF.29

フリードリヒスハーフェン FF.29（Friedrichshafen FF.29）は、第一次世界大戦中のドイツの2座席の水上機である。1915年1月15日、潜水艦U-12で運ばれ、海上から離水した。

## 概要
1912年にフリードリヒスハーフェンにツェッペリンで働いていたエンジニア、テオドール・コーバーが設立した、フリードリヒスハーフェン航空機（Flugzeugbau Friedrichshafen GmbH）はドイツ海軍の水上機を製作したメーカーである。フリードリヒスハーフェン FF.29は120馬力のメルセデスD.IIエンジンを積んだ軽量水上機である。1914年11月に海軍での運用が開始され、30機ほどが作られ、沿岸警備や偵察に用いられた。小型の爆弾を搭載でき、1914年12月24日、イギリス沿岸のドーバーのレイバーン・ロードに1個の爆弾を落としたのがドイツ機によるイギリス本土爆撃の最初であるが、けが人はなく物的損害もほとんど与えなかった。1915年1月15日、FF.29は、潜水艦U-12の甲板上に固定されて運ばれ、海上から離陸しイギリス沿岸を偵察し、ベルギーのゼーブルッヘに帰還した。

## 諸元
- 乗員: 2
- 全長: 10.40 m
- 翼幅: 16.30 m
- 翼面積: 57.5 m2
- 空虚重量: 928 kg
- 運用時重量: 1,400 kg
- 動力:  Mercedes D.II, 90 kW (120 hp) × 1